# Kenneth Pugh
Kenneth Peter Pugh Olavarría (Valparaíso, 22 de octubre de 1959) es un ex marino y político chileno. Llegó al grado de vicealmirante de la Armada de Chile, pasando a retiro en 2014. Desde 2018 es senador por la 6ª Circunscripción de la Región de Valparaíso.

## Biografía
Es hijo de Kenneth Pugh Gillmore, chileno de origen británico y de María Teresa Olavarría Sanhueza. Casado con María Victoria Valdovinos Izue y padre de cuatro hijos: Kenneth, Duncan, Stephen y María Victoria.
Estudió en el colegio The Mackay School de Viña del Mar y posteriormente ingresó a la Escuela Naval Arturo Prat, graduándose como subteniente el 1 de enero de 1979. Es Ingeniero Naval de Armamentos con mención en Electrónica. Magíster en Ciencias Navales y Marítimas con mención en Estrategia, Pontificia Universidad Católica de Valparaíso. Además, ha cursado un Diplomado en Finanzas, en la Pontificia Universidad Católica de Valparaíso y un Diplomado en Gestión de Instituciones de Salud, en la Universidad Andrés Bello.
Durante su carrera naval es nombrado comandante de la lancha misilera Papudo y de fragata antisubmarina Ministro Zenteno en 2002 y del Buque Insignia, el destructor Blanco Encalada. Durante los años 2004 y 2005, se desempeñó como Agregado de Defensa en la Embajada de Chile en Canadá. Entre 2006 y 2007, fue Jefe del Estado Mayor de la Cuarta Zona Naval.
El 18 de junio de 2009, la Presidenta Michelle Bachelet le confiere el ascenso al grado de contraalmirante de la Armada y al mismo tiempo asume como Comandante en Jefe de la Cuarta Zona Naval. Al año siguiente asume como Director de Inteligencia de la Armada. En enero de 2012, el presidente Sebastián Piñera le confiere el ascenso al grado de vicealmirante de la Armada. El mismo año, asume como director general del Personal de la Armada. Terminó sus labores a fines de 2013 y pasó a retiro en 2014.
Para las elecciones parlamentarias de 2017 fue candidato a senador por Valparaíso como independiente con apoyo de Renovación Nacional. Obtuvo 14 241 votos, equivalentes al 2,14 % de los sufragios, siendo electo dentro del pacto Chile Vamos por la gran votación de su compañero de lista Francisco Chahuán . Asumió el cargo el 11 de marzo de 2018.

## Condecoraciones

### Condecoraciones nacionales
- Condecoración Presidente de la República (Gran Oficial)
- Condecoración Presidente de la República (Oficial)
- Estrella Militar de las Fuerzas Armadas (Gran Estrella Al Mérito Militar) (30 años)
- Estrella Militar de las Fuerzas Armadas  (Estrella Al Mérito Militar) (20 años)
- Estrella Militar de las Fuerzas Armadas (Estrella Militar) (10 años)

### Condecoraciones extranjeras
- Caballero de la Orden Nacional del Mérito ( Rumania, 13 de junio de 2024).[2]

## Historial electoral

### Elecciones parlamentarias de 2017
- Elecciones parlamentarias de 2017 para senador por la 6.ª Circunscripción (Región de Valparaíso)[3]

| Candidato                     | Pacto                    | Partido | Votos   | %    | Resultados |
| ----------------------------- | ------------------------ | ------- | ------- | ---- | ---------- |
| Francisco Chahuán Chahuán     | Chile Vamos              | RN      | 150 031 | 22.6 | Senador    |
| Ricardo Lagos Weber           | La Fuerza de la Mayoría  | PPD     | 74 015  | 11.2 | Senador    |
| Andrea Molina Oliva           | Chile Vamos              | UDI     | 64 668  | 9.7  |            |
| Isabel Allende Bussi          | La Fuerza de la Mayoría  | PS      | 59 147  | 9.0  | Senadora   |
| Lily Pérez San Martín         | Sumemos                  | AMPL    | 35 493  | 5.4  |            |
| Ignacio Walker Prieto         | Convergencia Democrática | DC      | 30 827  | 4.7  |            |
| Juan Ignacio Latorre Riveros  | Frente Amplio            | RD      | 30 528  | 4.6  | Senador    |
| Gaspar Rivas Sánchez          | Independiente            | IND     | 29 423  | 4.4  |            |
| Mónica Valencia Becerra       | Frente Amplio            | PI      | 26 655  | 4.0  |            |
| Nelson Ávila Contreras        | La Fuerza de la Mayoría  | PRSD    | 23 220  | 3.5  |            |
| Octavio González Ojeda        | Frente Amplio            | PH      | 22 999  | 3.5  |            |
| Marco Antonio Núñez Lozano    | La Fuerza de la Mayoría  | PPD     | 19 788  | 3.0  |            |
| Aldo Cornejo González         | Convergencia Democrática | PDC     | 16 381  | 2.5  |            |
| Kenneth Pugh Olavarría        | Chile Vamos              | IND-RN  | 14 241  | 2.1  | Senador    |
| Francisco Bartolucci Johnston | Chile Vamos              | UDI     | 9446    | 1.4  |            |